# FIFA Football 2005
FIFA Football 2005 (también FIFA Soccer 2005 o simplemente FIFA 2005) es un videojuego de fútbol basado en la temporada 2004/2005. Fue desarrollado por EA Canada y distribuido por Electronic Arts. Disponible para PlayStation (siendo el último videojuego en ser desarrollado para esta consola), PlayStation 2, Windows, Xbox, PlayStation Portable, GameCube, teléfonos móviles, Game Boy Advance, y Gizmondo. La frase del juego es: "Un gran jugador necesita un gran primer toque". FIFA 2005 fue el duodécimo juego de la serie FIFA, el noveno en 3D y el último que salió para PlayStation.
Para mejorar la carrera, el juego fue ampliamente anunciado mucho antes de la fecha habitual de finales de octubre para evitar la proximidad con el lanzamiento de Pro Evolution Soccer 4 y la gran noticia de FIFA, el FIFA Street. Aunque algunas personas consideran que todavía el juego es inferior a la serie de Konami, se reconoció que han mejorado significativamente desde la edición de 2003 (favoreciendo el Juego On-Line).
El juego ofrece la vuelta del Modo Crear Jugador, además de un mejor Modo Carrera. La mayor diferencia del juego con los anteriores es la inclusión de que los jugadores tengan la capacidad de realizar trucos y pases reales. También fue el primer juego que ofrece la posibilidad de jugar la Primera División de México que impulsó las ventas en Estados Unidos [cita requerida]. La banda sonora fue conducida por el DJ británico Paul Oakenfold, quien compuso especialmente el tema de FIFA para este juego.
En la cubierta principal del juego aparecen Patrick Vieira, Fernando Morientes y Andriy Shevchenko. En la cubierta Norteamericana, Oswaldo Sánchez reemplaza a Vieira.
La versión de PSP se llamó únicamente FIFA Soccer, o simplemente FIFA, y solo contaba con Patrick Vieira en la Portada, además de haber sido el primer juego para PSP, de la saga FIFA.
John Motson proporciona un comentario con Ally McCoist, en especial hablando en la versión inglesa del juego.

### Resto del mundo
Para esta edición se pierden los clubes mexicanos (debido a la inclusión de su liga) del resto son los mismos que aparecieron en FIFA Football 2004
- Boca Juniors
- River Plate
- Cruzeiro (A)
- Sport Club Internacional (A)
- Santos FC (A)
- Olympiacos
- Panathinaikos
- Paniliakos
- P.A.O.K.
- Ajax de Ámsterdam (A)
- Feyenoord de Róterdam (A)
- PSV Eindhoven (A)
- Legia Warszawa
- Polonia Warszawa
- Wisła Kraków
- SL Benfica (A)
- FC Porto (A)
- Sporting de Lisboa (A)
- Sparta Praga
- Sigma Olomouc
- Galatasaray

(A) Solo están disponibles en la versión de PS1

## Selecciones nacionales
Para esta edición se destacan la ausencia de las selecciones de Corea del Sur y Senegal, pero a su vez, Vuelven las selecciones de Gales, Irlanda del Norte y Rumanía (Luego de aparecer por última vez en FIFA 2001) y Bulgaria tras su última aparición en FIFA 2000 (completamente licenciadas con la excepción de Gales) hay que destacar las licencias de las selecciones de Hungría, México y Noruega.
 Alemania
 Argentina
 Australia
 Austria
 Bélgica  (*)
 Brasil
 Bulgaria  (Vuelve)
 Camerún
 China  (*)
 Costa Rica
 Croacia
 Dinamarca
 Escocia  (**)
 Eslovenia
 España
 Estados Unidos
 Finlandia  (***)
 Francia
 Gales  (Vuelve)
 Grecia
 Hungría
 Inglaterra
 Irlanda
 Irlanda del Norte  (Vuelve) (****)
 Italia
 México
 Nigeria
 Noruega
 Paraguay  (**)
 Polonia
 Portugal
 República Checa
 Rumanía  (Vuelve) (****)
 Rusia
 Suecia
 Suiza
 Túnez
 Turquía
 Uruguay
(*) Aunque están licenciadas, figuran como parcial.
(**) Solo están licenciadas en la versión de PS1.
(***) No disponible en la versión de PS1.
(****) No disponibles en la versión de PS1 y Game Boy Advance
Los equipos en negrita son los equipos licenciados.

## Estadios
Para esta edición, se incluyen por primera vez el Hamburg Arena y el St. James Park (apareció en el juego anterior pero solo en la intro) aunque también se ausentan el Estadio Ali Sami Yen, y el Aol Arena, del resto, son los mismos estadios del FIFA Football 2004. 
| - Amsterdam ArenA, Holanda - Anfield, Inglaterra - BayArena, Alemania - Vicente Calderón, España - Camp Nou, España - Constant Vanden Stock, Bélgica - Delle Alpi, Italia - Félix Bollaert, Francia - Hamburg Arena, Alemania - Highbury, Inglaterra - Mestalla, España - Stade de Gerland, Francia - Old Trafford, Inglaterra - Parc des Princes, Francia - San Siro, Italia - Santiago Bernabéu, España - Vicente Calderón, España - Camp Nou, España - Mestalla, España - St James's Park, Inglaterra - Estadio Vélodrome, Francia - Stamford Bridge, Inglaterra - Westfalenstadion, Alemania | Estadios Genéricos - Estadio Cuadrado Cerrado - Estadio Cuadrado Abierto - Estadio Ovalado - Estadio Euro División 1 - Estadio Euro División 2 - Estadio Euro División 3 - Estadio Británico División 1 - Estadio Británico División 2 - Estadio Británico División 3 - Estilo Olímpico |

Los estadios solo están disponibles en la versión de PS2, Xbox, Gamecube y PC.

## Banda sonora
FIFA Football 2005 incluye una gran variedad de música alrededor del mundo.
| - Air - "Surfing on a Rocket" - Brothers - "Dieci Cento Mille" - Nortec Collective - "Almada" - Debi Nova - "One Rhythm (Do Yard Riddim Mix)" - Emma Warren - "She Wants You Back" - Faithless - "No Roots" - Ferry Corsten - "Rock Your Body, Rock" - Flogging Molly - "To Youth (My Sweet Roisin Dubh)" - Franz Ferdinand - "Tell Her Tonight" - Future Funk Squad - "Sorcerary" - Gusanito - "Vive La Vida" - Head Automatica - "Brooklyn Is Burning" - Inverga + Num Kebra - "Eu Perdi Você" - Ivete Sangalo - "Sorte Grande" - INXS - "What You Need (Coldcut Force Mix 13 Edit)" - José - "A Necessidade" - Los Amigos Invisibles - "Esto Es Lo Que Hay (Reggaeton Remix)" - La Mala Rodríguez - "Jugadoras, Jugadores" - Mañana - "Miss Evening" | - Marcelo D2 - "Profissão MC" - Miss J - "Follow Me" - Morrissey - "Irish Blood, English Heart" - Nachlader - "An die Wand" - New Order - "Blue Monday" - Oomph! - "Augen Auf!" - Paul Oakenfold - "Beautiful Goal (EA Sports Football Theme)" - Sandro Bit - "Ciao Sono Io" - Sarah McLachlan - "World on Fire (Junkie XL Remix)" - Scissor Sisters - "Take Your Mama" - Seeed - "Release" - Sneak Attack Tigers - "The End of All Good" - Sôber - "Cientos de Preguntas" - Soul'd Out - "1,000,000 Monsters Attack" - The Sounds - "Seven Days a Week" - The Soundtrack of Our Lives - "Karmageddon" - The Streets - "Fit But You Know It" - Wayne Marshall - "Hot in the Club" - Zion y Lennox ft. Angel Doze - "Ahora" |